# Rafik Harutjunjan
Rafik Harutjunjan (Spitak, 12 februari 1988) is een Nederlandse bokser van Armeense afkomst. Hij vecht in de weltergewichtklasse. Harutjunjan wordt gezien als een van de beste profboksers in Nederland.

## Carrière
Harutjunjan groeide op in Rusland en kwam op twaalfjarige leeftijd naar Nederland. Nadat hij zich niet wist de plaatsen voor de Olympische Spelen in 2012 werd hij professioneel bokser. Hij maakte op 6 april 2013 zijn profdebuut in Maastricht tegen Melvin Wassing. Hij won op knock-out in de eerste ronde. Op 14 oktober 2013 maakte hij voor het eerst zijn opwachting in Carré op de Ben Bril Memorial. Hij won op punten van de Belg Ahmed El Hamwi. Op 13 oktober 2014 wint hij in zijn tweede optreden op de Ben Bril Memorial de WBF-weltergewichttitel door de Oekraïner Ilya Prymak te verslaan op punten. Een jaar later verdedigt hij zijn titel met succes door de Spanjaard Kelvin Dotel te verslaan op punten..
Op 9 juli 2016 leed hij zijn eerste nederlaag bij de profs. Hij verloor in China op technisch knockout in de derde ronde van Sonny Katiandagho uit de Filipijnen. 